# 7499 L'Aquila
7499 L'Aquila (1996 OO2) là một tiểu hành tinh vành đai chính được phát hiện ngày 24 tháng 7 năm 1996 bởi A. Boattini và A. Di Paola ở Campo Imperatore.